# Campeonato Mundial de Piragüismo en Aguas Tranquilas de 1983
El XVIII Campeonato Mundial de Piragüismo en Aguas Tranquilas se celebró en Tampere (Finlandia) en el año 1983 bajo la organización de la Federación Internacional de Piragüismo (ICF) y la Federación Finlandesa de Piragüismo.
Las competiciones se realizaron en el canal de piragüismo ubicado en el lago Kaukajärvi, al este de la ciudad finlandesa.

## Medallistas

### Masculino
| Evento      | Oro                                                                         | Plata                                                                     | Bronce                                                                                         |
| ----------- | --------------------------------------------------------------------------- | ------------------------------------------------------------------------- | ---------------------------------------------------------------------------------------------- |
| K1 500 m    | Vladimir Parfenovich URSS                                                   | Ian Ferguson Nueva Zelanda                                                | Andreas Stähle RDA                                                                             |
| K2 500 m    | Frank Fischer André Wohllebe RDA                                            | Vladimir Parfenovich Serguei Superata URSS                                | Hugh Fisher · Alwyn Morris · Canadá                                                            |
| K4 500 m    | Andreas Stähle Peter Hempel Harald Marg Rüdiger Helm RDA                    | Serguei Kolokolov Serguei Chujrai Artūras Vieta Alexandr Vodovatov URSS   | István Imai · Attila Csaszar · Zoltán Lőrinczy · András Rajna · Hungría                        |
| K1 1000 m   | Rüdiger Helm RDA                                                            | Artūras Vieta URSS                                                        | Alan Thompson Nueva Zelanda                                                                    |
| K2 1000 m   | Frank Fischer André Wohllebe RDA                                            | Vladimir Parfenovich Serguei Superata URSS                                | Werner Bachmayer · Wolfgang Hartl · Austria                                                    |
| K4 1000 m   | Ionel Constantin Nicolae Feodosei Ionel Lețcae Angelin Velea Rumania        | Andreas Stähle Peter Hempel Harald Marg Rüdiger Helm RDA                  | Serguei Kolokolov Serguei Chujrai Artūras Vieta Alexandr Vodovatov URSS                        |
| K1 10 000 m | Einar Rasmussen · Noruega                                                   | Milan Janić Yugoslavia                                                    | Rick Daman · Países Bajos                                                                      |
| K2 10 000 m | Stephen Jackson Alan Williams Reino Unido                                   | István Szabó · István Tóth · Hungría                                      | Bengt Andersson · Karl-Axel Sundqvist · Suecia                                                 |
| K4 10 000 m | Nikolai Astapkovich Alexandr Avdeyev Nikolai Baranov Alexandr Yermilov URSS | Harald Amundsen · Geir Kvillum · Lars Ivar Gran · Arne Sletsjøe · Noruega | Ireneusz Ciurzyński · Andrzej Klimaszewski · Ryszard Oborski · Krzysztof Szczepański · Polonia |
| C1 500 m    | Costică Olaru Rumania                                                       | Ulrich Papke RDA                                                          | Anatoli Volkov URSS                                                                            |
| C2 500 m    | Matija Ljubek Mirko Nišović Yugoslavia                                      | Ivan Klementiev Serguei Osadchi URSS                                      | Dumitru Bețiu Fiodor Gurei Rumania                                                             |
| C1 1000 m   | Vasili Bereza URSS                                                          | Costică Olaru Rumania                                                     | Jiří Vrdlovec Checoslovaquia                                                                   |
| C2 1000 m   | Ivan Patzaichin Toma Simionov Rumania                                       | Olaf Heukrodt Alexander Schuck RDA                                        | Matija Ljubek Mirko Nišović Yugoslavia                                                         |
| C1 10 000 m | Jiří Vrdlovec Checoslovaquia                                                | Gheorghe Titu Rumania                                                     | Tamás Wichmann · Hungría                                                                       |
| C2 10 000 m | Tamás Buday · István Vaskuti · Hungría                                      | Ivan Patzaichin Toma Simionov Rumania                                     | Serguei Petrenko Yuri Laptikov URSS                                                            |

### Femenino
| Evento   | Oro                                                         | Plata                                                                     | Bronce                                                             |
| -------- | ----------------------------------------------------------- | ------------------------------------------------------------------------- | ------------------------------------------------------------------ |
| K1 500 m | Birgit Fischer RDA                                          | Vania Guesheva Bulgaria                                                   | Maria Ștefan Rumania                                               |
| K2 500 m | Birgit Fischer Carsta Kühn RDA                              | Katalin Povázsán · Erika Géczi · Hungría                                  | Agneta Andersson · Susanne Wiberg · Suecia                         |
| K4 500 m | Ramona Walther Birgit Fischer Carsta Kühn Kathrin Giese RDA | Inna Shipulina Nelli Yefremova Natalia Kalashnikova Galina Alexeyeva URSS | Tecla Borcănea Agafia Buhaev Nastasia Ionescu Maria Ștefan Rumania |

## Medallero
| Núm. | País           | Oro | Plata | Bronce | Total |
| ---- | -------------- | --- | ----- | ------ | ----- |
| 1    | RDA            | 7   | 3     | 1      | 11    |
| 2    | URSS           | 3   | 6     | 3      | 12    |
| 3    | Rumania        | 3   | 3     | 3      | 9     |
| 4    | Hungría        | 1   | 2     | 2      | 5     |
| 5    | Yugoslavia     | 1   | 1     | 1      | 3     |
| 6    | Noruega        | 1   | 1     | 0      | 3     |
| 7    | Checoslovaquia | 1   | 0     | 1      | 2     |
| 8    | Reino Unido    | 1   | 0     | 0      | 1     |
| 9    | Nueva Zelanda  | 0   | 1     | 1      | 2     |
| 10   | Bulgaria       | 0   | 1     | 0      | 1     |
| 11   | Suecia         | 0   | 0     | 2      | 2     |
| 12   | Austria        | 0   | 0     | 1      | 1     |
| 12   | Canadá         | 0   | 0     | 1      | 1     |
| 12   | Países Bajos   | 0   | 0     | 1      | 1     |
| 12   | Polonia        | 0   | 0     | 1      | 1     |
|      | TOTAL          | 18  | 18    | 18     | 54    |